# Пионеры Французского Иностранного легиона
Пионеры Французского Иностранного легиона (фр. Les Pionniers de la Légion étrangère) — традиционное подразделение в составе Иностранного легиона, прежде игравшее роль военных инженеров и военных строителей, а ныне исполняющее церемониальные роли. Пионеры Легиона известны благодаря своему внешнему виду — фартукам из бычьей кожи, топорам в качестве инструмента и оружия, а также бородам, право на ношение которых из легионеров имеют исключительно Пионеры. Они же возглавляют колонну Французского Иностранного легиона на всех парадах.

## История

### Предшественники
В XVIII веке в составе французской королевской армии существовали подразделения пионеров, вооружённые топорами и оснащённые различными инструментами и входившие в состав гренадерских рот. В соответствии с королевским указом от 10 января 1747 года в каждой гренадерской роте должно было быть по 10 пионеров. В составе гренадерских рот пионеры участвовали в штурмах укреплённых позиций. Основная обязанность пионеров заключалась в том, чтобы с помощью топоров разрушать препятствия и баррикады, созданные неприятелем. Вне сражений пионеры играли роль военных строителей, занимаясь сооружением зданий и их ремонтом, а также расчищая путь в лесах.
После Великой Французской революции вопрос о необходимости наличия пионеров в рядах революционной армии оставался открытым. Однако в эпоху Консулата пионеры сохранились как разновидность войск: их отличительным знаком были медвежьи шапки без металлических кокард гренадеров. Подразделения пионеров были расформированы в 1818 году, но восстановлены 4 года спустя.
В 1831 году при образовании Иностранного легиона в его составе присутствовали пионерские части, которые участвовали в завоевании Алжира: с учётом рельефа местности они были незаменимы во многих боях. Соблюдая девиз легиона «Честь и верность» (Honneur et Fidélité), пионеры Легиона остались единственными пионерами французской армии в настоящее время: иные пионерские части были расформированы уже в эпоху Третьей республики.

### Пионеры Легиона

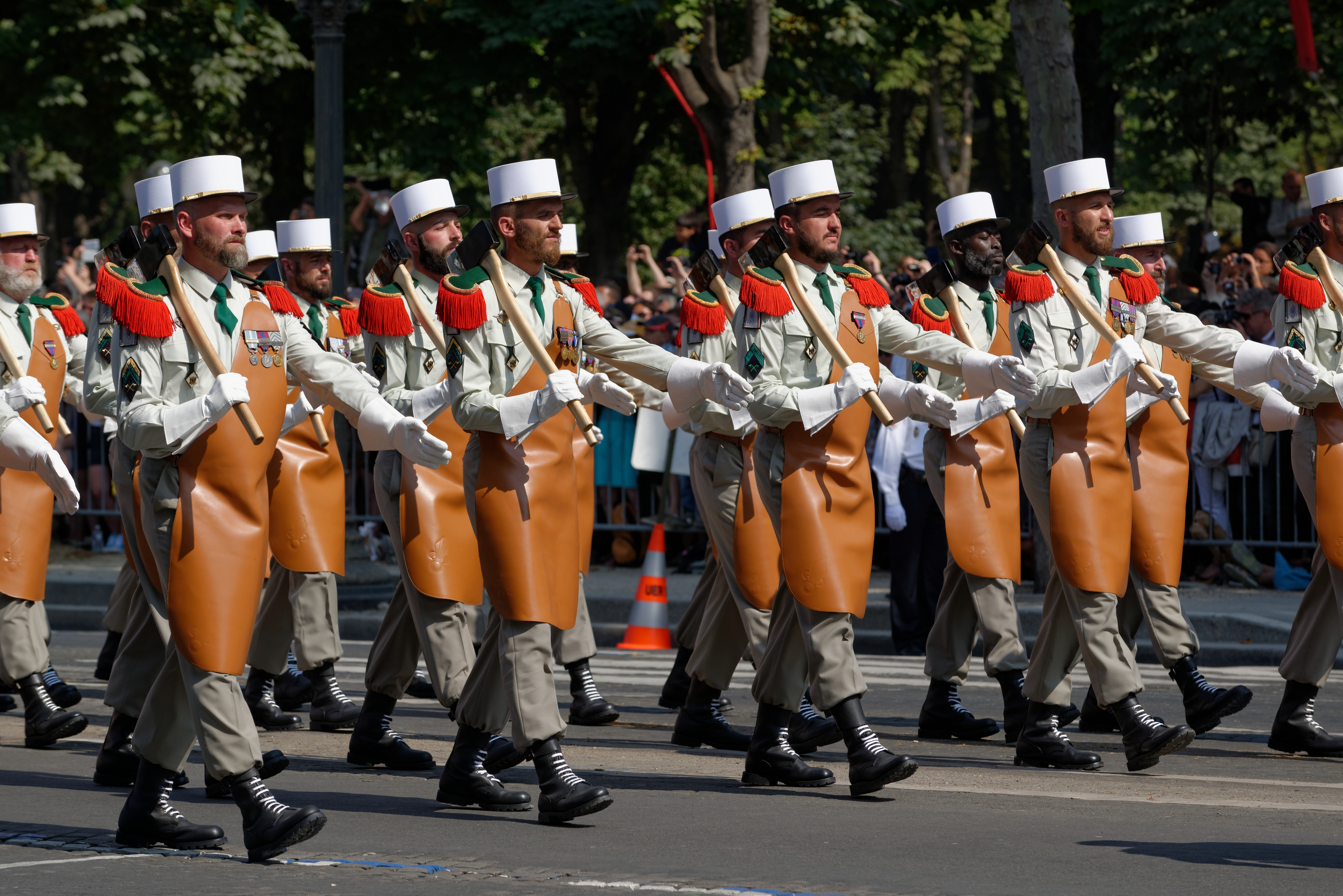
Пионеры 1-й иностранный полк (Франция) на Военный парад в День взятия Бастилии в 2013 году

В 1920—1921 годах в Марокко в составе четырёх иностранных полков были сформированы две сапёрные роты. Эти части играли роль военных инженеров (фр. génie militaire), занимаясь в основном задачами в области инфраструктуры — строительством дорог, сооружением мостов и тоннелей и т.д. Они не были вооружены топорами, однако носили нашивку пионеров Легиона на своей форме.
30 апреля 1931 года отмечалось 100-летие Иностранного легиона: за организацию торжественных мероприятий отвечал генерал Поль-Фредерик Ролле. В этот день отделение (взвод) роты боевых сапёров 3-го иностранного пехотного полка возглавило на параде колонну войск Легиона: бойцы роты носили на униформе нашивки пионеров, тем самым признавая себя в качестве хранителей традиций пионеров Легиона.
В 1946 году по распоряжению полковника французской армии Луи-Антуана Готье пионеры стали фактически церемониальными частями и хранителями традиций Легиона.

### Роль пионеров
Определённые полки Французского Иностранного легиона (например, 1-й, 2-й инженерный, 3-й пехотный, 4-й и отряд Легиона на Майотте) включают в свой состав на временной или постоянной основе подразделения пионеров (в среднем один младший офицер и 9 легионеров). В состав 1-го иностранного полка, расквартированного в Обани, на постоянной основе входят 3 младших офицера и 36 легионеров из церемониальной части пионеров.
Отделение (взвод) пионеров 1-го иностранного полка всегда возглавляет колонну Легиона во время ежегодного военного парада, проходящего на Елисейских полях в День взятия Бастилии. Эти же пионеры каждый год 30 апреля участвуют в памятных мероприятиях по случаю годовщины битвы при Камероне, будучи хранителями такой реликвии, как деревянная рука капитана Жана Данжу, погибшего в том сражении. На парадах Пионеры всегда маршируют под мелодию марша легиона Le Boudin в сопровождении оркестра Легиона.
На военных парадах пионеры всегда возглавляют колонну Легиона, символически подчёркивая свою роль как преемников пионеров и сапёров прошлых веков — бойцов, которые расчищали дорогу легионерам на фронте и которые соблюдали кодекс легионеров. Во главе парада идут такие офицеры Легиона, как майоры, адъютант-шефы и адъютанты.

## Униформа
В состав униформы и атрибутов пионеров Иностранного легиона входят следующие элементы:
- Топор (фр. Hache) — оружие и инструмент, используемое для разрушения баррикад, сооружённых противником. Изначально на вооружении Легиона были шесть типов топоров для разрушения и семь типов для боя[1].
- Кожаный фартук (фр. Tablier de Cuir) — фартук изначально жёлтого цвета, который появился в XVIII веке и был частью униформы сапёров. Он позволял защитить сапёров от деревянных щепок, разлетавшихся в случае взрыва, а также позволял смягчить падение и защитить от ударов. Современный кожаный фартук — желтовато-коричневый, принят в Легионе в 1835 году.
- Перчатки (фр. Gants à Crispin) — белые рукавицы, защищавшие руки пионеров во время разрушения вражеских укреплений..
- Борода (фр. Barbe) — поскольку пионеры часто первыми вступали в бой во время штурма вражеских позиций, многие из пионеров гибли в бою. В связи с этим им предоставили исключительное право не бриться из бойцов. С 1844 года ношение бороды пионерами в Легионе является обязательным[1].
- Знаки отличия (фр. l'insigne de manche) — нашивки носятся на правой руке. Нашивка представляет собой два скрещенных топора и символ Легиона в виде гранаты с языком пламени. В зависимости от звания нашивки могут отличаться:
  - Золотой топор на чёрном фоне у младших офицеров.
  - Золотой топор на чёрном фоне с золотой каймой у капрал-шефов.
  - Золотой топор на чёрном фоне с зелёной каймой у капралов и рядовых.

## Марш
Одним из маршей пионеров является песня «Nous sommes tous des volontaires» (фр. Все мы добровольцы), которая также является маршем 1-го иностранного полка.
Nous sommes tous des volontaires,

Les gars du 1er étranger,

Notre devise est légendaire,

Honneur Fidélité - Fidélité,

Marchons légionnaires,

Dans la boue, dans le sable brûlant, (bis)

Marchons l'âme légère, (bis)

Et le cœur vaillant, (bis)

Marchons légionnaires. (bis)

Nous marchons gaiement en cadence,

Malgré le vent malgré la pluie,

Les meilleurs soldats de la France,

Sont là devant vous, les voici.

Partout où le combat fait rage,

L'on voit le 1er étranger,

Exemple d'héroïsme, de courage,

Se couvrir de glorieux lauriers.

Gardons dans le fond de nos âmes,

Le souvenir de nos aînés,

Et pour la grenade à sept flammes,

Loyal prêt à tout sacrifier.

## Награды
- Орден Почётного легиона (28 апреля 1906 года)
- Военный крест 1939—1945 годов с золотой пальмовой ветвью[4]
- Золотая медаль города Милан[фр.] (9 марта 1909 года)
- Крест с мечами Мальтийского ордена

## Воинские почести
- Sevastopol 1855[4]
- Kabilie 1857
- Magenta 1859
- Camerone 1863
- Extrême-Orient 1884–1885
- Dahomy-Maroc 1892–1907–1925
- Madagascar 1895–1905
- Orient 1915–17[англ.]
- AFN 1952–1962

## Галерея

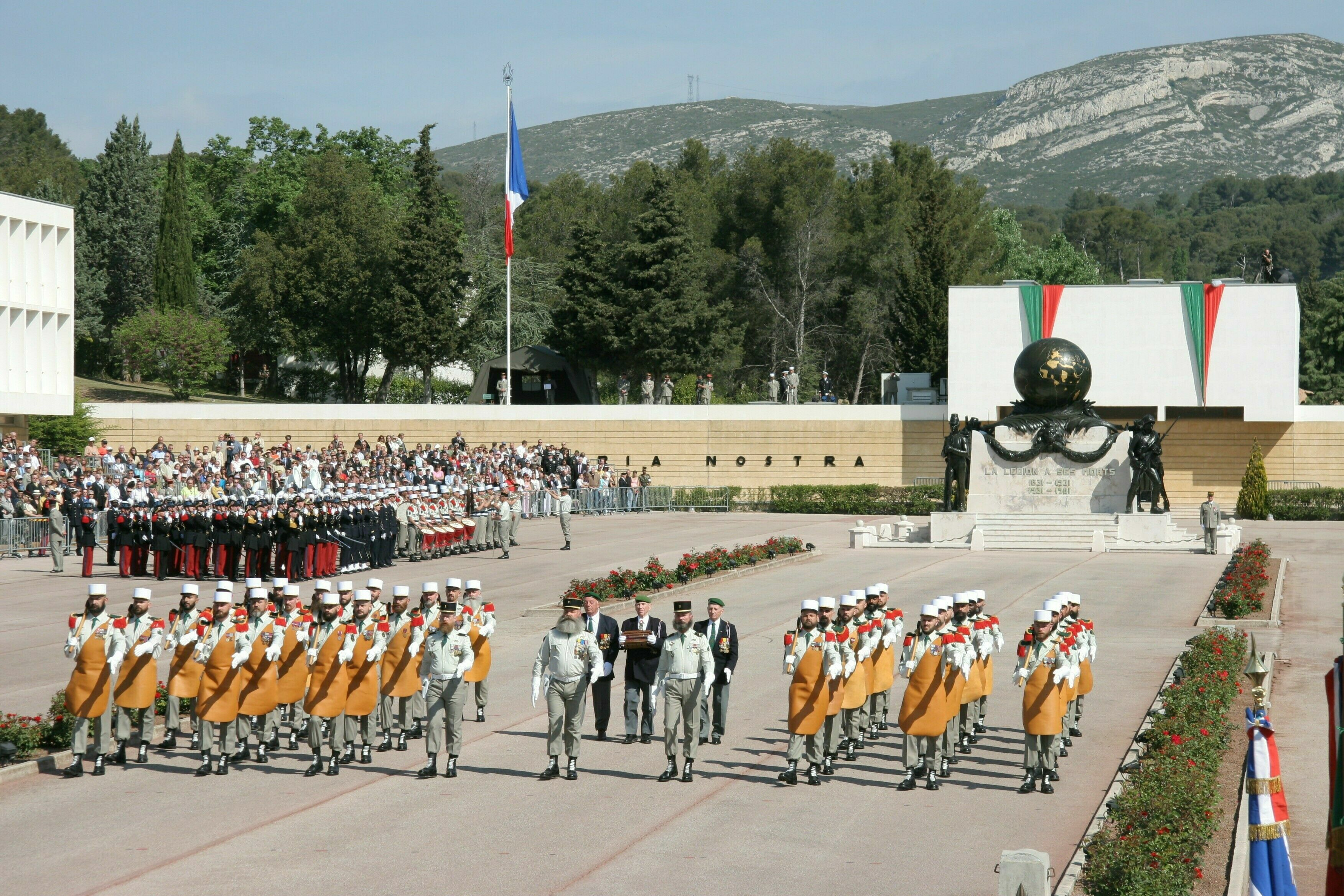
Пионеры Легиона на памятных мероприятиях в 2006 году в годовщину сражения при Камероне
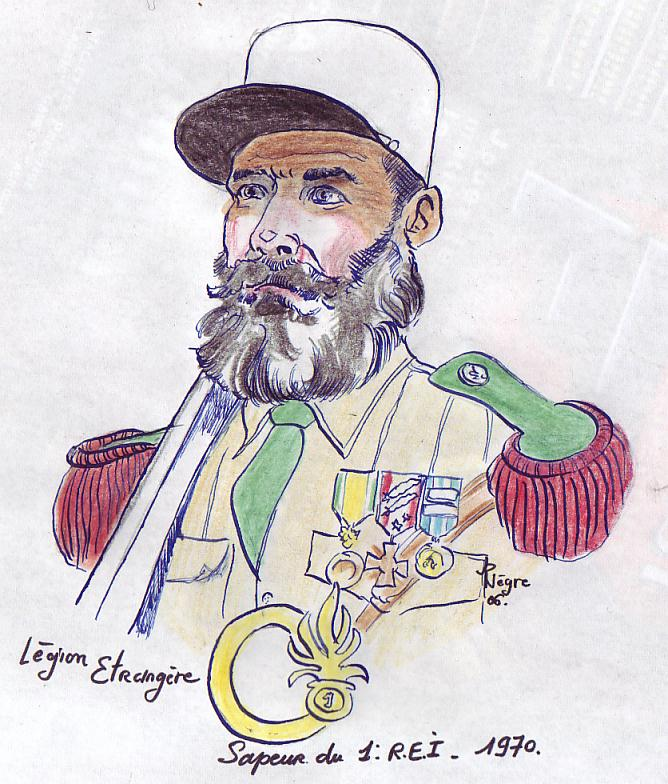
Портрет пионера-сапёра (фр. Pionniers Sapeurs) из 1-го иностранного полка[англ.]. 1970 год. На мундире изображены Воинская медаль, Крест Воинской доблести с двумя звёздами и двумя пальмовыми ветвями и Медаль Заморских территорий с двумя пристёжками
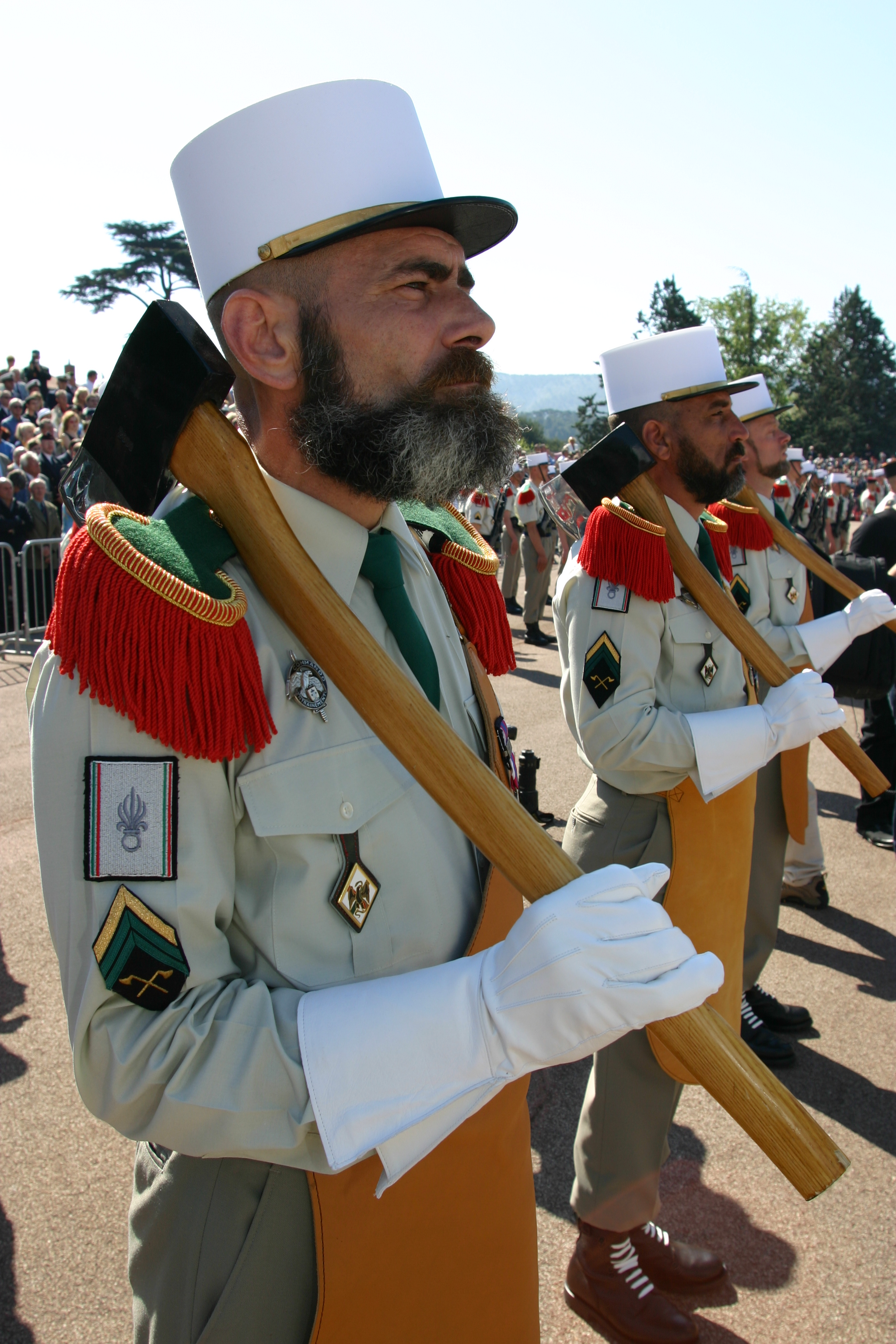
Пионеры 1-го иностранного полка[англ.], 2005 год